# عمارة بن عقبة
عمارة بن عقبة بن أبي معيط القرشي الأموي هو أحد الصحابة.

## نسبه
- هو: «عُمارَة بن عُقْبَة بن أَبي مُعَيْط - أَبان - بن أَبي عمرو - ذكوان - بن أُمية بن عبد شمس بن عبد مناف القُرشي الأموي».
- أمه: «أروى بنت كريز بن ربيعة بن حبيب بن عبد شمس بن عبد مناف بن قصي بن كلاب بن مرة بن كعب بن لؤي بن غالب بن فهر بن مالك بن النضر وهو قريش بن كنانة بن خزيمة بن مدركة بن إلياس بن مضر بن نزار بن معد بن عدنان». وهي ابنة عمة النبي محمد، فأمها هي البيضاء بنت عبد المطلب.[1][2][3][4]

### إخوته[5]
- الوليد بن عقبة
- وخالد بن عقبة.
- وهشام بن عقبة.
- وأم حكيم، أمهم أرْوَى بنت كُريز بْن ربيعة بْن حبيب بْن عَبْد شمس.
- وأم كلثوم ، فأمّا أم كلثوم فكان رَسُول اللَّهِ صَلَّى اللهُ عَلَيْهِ وَسَلَّمَ يخرجها معه فِي المغازي فتداوي الجرحى ويضرب لَهَا سَهْمًا، وصافحَ رسول الله صَلَّى اللهُ عَلَيْهِ وَسَلَّمَ يدها بيده وبين يدها ويده ثوب، وخطبها إلى عُثْمَان عَلَى زيد بن حارثة مولاه فَتَكرَّه ذلك عُثْمَان وأباها فأخبرها فقالت: لو أَمَرَنِي رَسُولُ اللَّهِ صَلَّى اللهُ عَلَيْهِ وَسَلَّمَ إن أتزوج زنجيًّا عظيم المشافر محدّد الأسنان لفعلتُ. فتزوجها زيد فقتل عنها، فتزوجها عَبْد الرَّحْمَن بن عوف الزهري، فهلك عنها، فتزوجها الزبير بن العوام، ثُمَّ طلقها الزبير فتزوجها عَمْرو بن العاص وكانت معه بِمصر.[6]

### أولاده
- وَلَدَ عمارةُ: محمدًا وبه كان يكنى وهو بِكْرُهُ، وأُمّه تَمْلِك بنت الحارث بن شُقَيّ مِن حضر موت، وأخوه لأمه عبد الرحمن بن عبد الله بن عامر بن الحَضْرَمِيّ.
- وعثمانَ بن عمارة، وأمَّ نافع وأمهما مُرَيح بنت هانئ بن قبيصة بن هانئ بن مسعود بن عامر بن عَمرو بن أبي ربيعة بن ذهل بن شيبان.
- وعبدَ الله بن عُمَارة، وأُمَّ أيوب، وأُمَّ الوليد وأمهم أسماء بنت وائل بن حُجْر بن سَعيد ابن مَسْروق بن وائل بن ضَمعَج بن وائل بن ربيعة الحَضْرَميّ.
- وأبانَ بن عمارة، ومعاويةَ دَرَجَ، والوليدَ الأكبر، وأمهم أَمَةُ بنت أبي عَمرو بن الحَضْرَمِيّ.
- وعبيدَ الله بن عُمَارَة لأم ولد.
- ومُدْرِكَ بنَ عُمَارة، ولاحقا دَرَجَ، وأمهما أم جميل بنت القعقاع بن ربيعة بن نجبَةَ بن ربيعة الفَزَارِيّ.
- وعُمَرَ بن عُمَارة وعَمْرًا ونافعًا لأمهات أولاد.
- وعبدَ الرحمن بن عُمَارة، وأمه تَمِيمَة بنت بُسر بن رئاب الأسدى.
- وعيسى بن عُمَارة والوليدَ الأصغر وأمَّ كلثوم وأمَّ جميل لأم ولد.
- فأمّا أم كلثوم فكان رَسُول اللَّهِ صَلَّى اللهُ عَلَيْهِ وَسَلَّمَ يخرجها معه فِي المغازي فتداوي الجرحى ويضرب لَهَا سَهْمًا، وصافحَ رسول الله صَلَّى اللهُ عَلَيْهِ وَسَلَّمَ يدها بيده وبين يدها ويده ثوب، وخطبها إلى عُثْمَان عَلَى زيد بن حارثة مولاه فَتَكرَّه ذلك عُثْمَان وأباها فأخبرها فقالت: لو أَمَرَنِي رَسُولُ اللَّهِ صَلَّى اللهُ عَلَيْهِ وَسَلَّمَ إن أتزوج زنجيًّا عظيم المشافر محدّد الأسنان لفعلتُ. فتزوجها زيد فقتل عنها، فتزوجها عَبْد الرَّحْمَن بن عوف الزهري، فهلك عنها، فتزوجها الزبير بن العوام، ثُمَّ طلقها الزبير فتزوجها عَمْرو بن العاص وكانت معه بِمصر[6]

- وأسلم عُمَارَةُ يوم فتح مكة ونزل الكوفة وولده بها (يعدّ في أَهل البصرة.) أسد الغابة.(وقال ابْنُ مَنْدَه: عدادُه في أهل الكوفة)[7]، وذكر الزبير في أنساب قريش أن أم كلثوم بنت عقبة لما هاجرت قدم في طلبها أخواها الوليد وعمارة فطلباها مِنْ رسول الله صَلَّى الله عليه وسلم فردَّها عليهم، فأنزل الله تعالى: {يَا أَيُّهَا الَّذِينَ آَمَنُوا إِذَا جَاءَكُمُ الْمُؤْمِنَاتُ مُهَاجِرَاتٍ فَامْتَحِنُوهُنَّ} [الممتحنة: 10] الآية. هكذا ذكره بغير إسناد. وقد ذكر ذلك ابْنُ إِسْحَاقَ في «المَغَازي». وروى عن الزهري عن عُرْوة قصةً مطوّلة في سبب النزول، لكن ليس فيها قصة أم كلثوم. قال الزُّبَيْرُ: ومن ولد عُمَارة: الوليدُ بن عمارة، ومدرك بن عمارة، وكان له قَدْر، وأقام عمارة بالكوفة وفيها عُقبة